# Boris Ignatjewitsch Arwatow
Boris Ignatjewitsch Arwatow (russisch Борис Игнатьевич Арватов; * 22. Maijul. / 3. Juni 1896greg. in Wirballen; † 14. Juni 1940 in Moskau) war ein sowjetischer Literaturwissenschaftler.

## Leben
Arwatows Vater war Zollrecht-Experte. Arwatow hatte zwei jüngere Brüder. Juri Ignatjewitsch Arwatow wurde Pilot und wurde während des Großen Terrors erschossen.
Arwatow begann 1912 sich in Warschau mit Literatur zu beschäftigen. Im Ersten Weltkrieg wurde er Offizier. Er war Mitglied der Partei der Sozialrevolutionäre (SR) und Vizevorsitzender des SR-Gouvernementskomitees. Nach der Februarrevolution 1917 war er Delegierter auf dem Ersten Allrussischen Sowjetkongress. Nach der Oktoberrevolution war er im Russischen Bürgerkrieg Kommissar in der Roten Armee an der Polnischen Front. 1919 wurde er Mitglied der RKP (B).

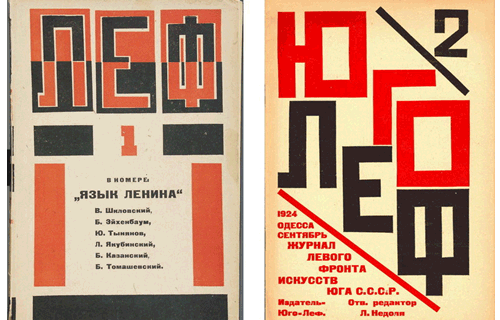
Titelseiten der LEF-Zeitschrift

Arwatow war aktiver Proletkult-Theoretiker. 1922 gründete er mit anderen die Linke Front der Künste (LEF). Den Kern der LEF bildeten neben Arwatow die russischen Futuristen Wladimir Wladimirowitsch Majakowski als Führer der Gruppe, Nikolai Nikolajewitsch Assejew, Ossip Maximowitsch Brik, Sergei Michailowitsch Tretjakow, Boris Anissimowitsch Kuschner und Nikolai Fjodorowitsch Tschuschak. Die LEF sah sich als einzige Vertreterin der revolutionären Kunst und konkurrierte mit der Gruppe Oktjabr und der Allrussischen Assoziation der proletarischen Schriftsteller (RAPP). Die Position der LEF nahmen literarische Gruppen in Odessa, Iwanowo-Wosnessensk, Tiflis und Nowosibirsk ein. An der Tätigkeit der LEF beteiligten sich die Literaten Boris Leonidowitsch Pasternak, Alexei Kapitonowitsch Gastew, Alexei Jelissejewitsch Krutschonych, Pjotr Wassiljewitsch Nesnamow, Semjon Issaakowitsch Kirsanow, Wassili Wassiljewitsch Kamenski, Igor Gerassimowitsch Terentjew, Michail Juljewitsch Lewidow, Wiktor Borissowitsch Schklowski, Lew Abramowitsch Kassil, Isaak Emmanuilowitsch Babel, Wiktor Ossipowitsch Perzow u. a. und die Künstler Alexander Michailowitsch Rodtschenko, Warwara Fjodorowna Stepanowa, Ljubow Sergejewna Popowa, Wladimir Jewgrafowitsch Tatlin u. a. Dazu arbeiteten die Filmemacher Sergei Michailowitsch Eisenstein, Lew Wladimirowitsch Kuleschow, Grigori Michailowitsch Kosinzew, Leonid Sacharowitsch Trauberg, Dsiga Wertow, Sergei Iossifowitsch Jutkewitsch, Esfir Iljinitschna Schub u. a. mit sowie die Architekten Alexander Alexandrowitsch Wesnin, Wiktor Alexandrowitsch Wesnin, Leonid Alexandrowitsch Wesnin und Andrei Konstantinowitsch Burow. 1925 gründeten die LEF-Architekten ihre eigene Vereinigung OSA. Mit der LEF arbeiteten die Philologen der Formalistengruppe OPOJaS zusammen. Die LEF löste sich 1929 auf, als nach dem gescheiterten Versuch Majakowskis, eine Revolutionäre Front (REF) zu gründen, Majakowski und Assejew der RAPP beitraten.
Arwatow schrieb über Kunst und Klassen, Kunst und Produktion, marxistische Poetik, soziologische Poetik und über die Konterrevolution der Form im Hinblick auf Waleri Jakowlewitsch Brjussow. Arwatow analysierte Majakowskis Gedicht Krieg und Frieden und schrieb ein Buch über Natan Issajewitsch Altman. Lewidow bezeichnete Arwatow als Saint-Just-Avantgardisten.
Seit 1922 gab es unter der Führung Alexei Nikolajewitsch Tschitscherins und Ilja Lwowitsch Selwinskis die Richtung des literarischen Konstruktivismus. 1923 veröffentlichten sie das gemeinsame Manifest der konstruktivistischen Poeten, das nach Swetlana Alexejewna Kowalenko Tschitscherin geschrieben und am 8. Dezember 1922 und am 27. März 1923 im Moskauer Polytechnischen Museum verlesen hatte. Arwatow charakterisierte in den folgenden Debatten Tschitscherins Position als metaphysisch und mystisch.
Ende der 1920er Jahre stellte Arwatow wegen einer sich entwickelnden Nervenerkrankung seine literarische Tätigkeit praktisch ein. 1940 beging er Suizid.